# Club Deportivo Mayor Pedro Traversari
El Club Deportivo Mayor Pedro Traversari, más conocido como Club Deportivo Aampetra, o simplemente Aampetra, es un club deportivo ecuatoriano, originario de la ciudad de Quito. Fue fundado el 12 de abril de 2019 y actualmente compite en la Segunda Categoría de Ecuador. Es el actual campeón de la Segunda Categoría de Pichincha y está afiliado a la Asociación de Fútbol No Amateur de Pichincha. Actualmente juega como local en el Estadio Luis Naranjo, ubicado al sur de la ciudad de Quito. 
La denominación del club se deriva del nombre de la Academia Aeronáutica Mayor Pedro Traversari Infante (AAMPETRA), al ser patrocinado por dicha institución.

## Historia
Fue fundado el 12 de abril de 2019. Inició su participación en el Torneo de Ascenso Pichincha, del cual terminó subcampeón y ascendió a la Segunda Categoría de Pichincha para la temporada 2020. Serían subcampeones de la Segunda Categoría en aquel año y clasificaron a los play-offs de ascenso a la Serie B. Después de eliminar a Fútbol Club Insutec, a Pastaza Sporting Club y Atacames Sporting Club en dieciseisavos, octavos y cuartos de final respectivamente, finalmente caería en semifinales frente a Guayaquil Sport con un global de 1-2, a un paso del ascenso a la Serie B.
Para el 2021 sería campeón de la Segunda Categoría de Pichincha y nuevamente clasificaría a los playoffs de ascenso. Esta ocasión, tras superar en los treintaidosavos de final a Huancavilca Sporting Club, quedaría eliminado frente a Leones del Norte en dieciseisavos de final con un global de 1-2. Actualmente hace de local en el estadio General Rumiñahui, que se encuentra ubicado en la ciudad de Sangolquí. 

### Copa Ecuador 2022
El club clasificó a la Copa Ecuador 2022 en condición de campeón de la Segunda Categoría de Pichincha. En la primera fase enfrentó a Búhos ULVR, triunfando sobre el cuadro guayaquileño por la vía de los penales (3-1), tras un global de 0-0.
En dieciseisavos de final enfrentó a Universidad Católica, logrando vencer al equipo de la Serie A por 2-0, en partido único y logró avanzar a la siguiente fase.
En octavos de final, nuevamente a partido único, enfrentó a Vargas Torres. Después de empatar 0-0 en los 90 minutos, se definió en la tanda de penales, en donde el equipo aviador no pudo y cayó por 5-4. De esta forma finalizó su participación en el torneo.

## Uniforme

### Uniforme titular
| 2021 | 2022 | 2023 |

### Uniforme alterno
| 2021 | 2022 | 2023 |

## Jugadores
- Actualizado en 2024.[16]

## Datos del club
- Temporadas en Segunda Categoría: 6 (2020-presente)

## Palmarés

### Torneos provinciales
| [[Archivo:\|20px\|border\|Bandera de Pichincha]] Competición | Títulos     | Subcampeonatos |
| ------------------------------------------------------------ | ----------- | -------------- |
| Segunda Categoría de Pichincha (2/2)                         | 2021, 2022. | 2020, 2023.    |